# 石祖黄
石祖黄（1904年—1984年），别号次公，湖南省邵阳人，黄埔六期、第一快速纵队少将司令官兼整编第80旅旅长。

## 生平
辛亥革命元老石醉六之侄。 
1948年9月22日，晋升陆军少将。1949年移居香港，不久赴台湾，任反共救国委员会主任，后退休。